# Дальнемазовецкие говоры

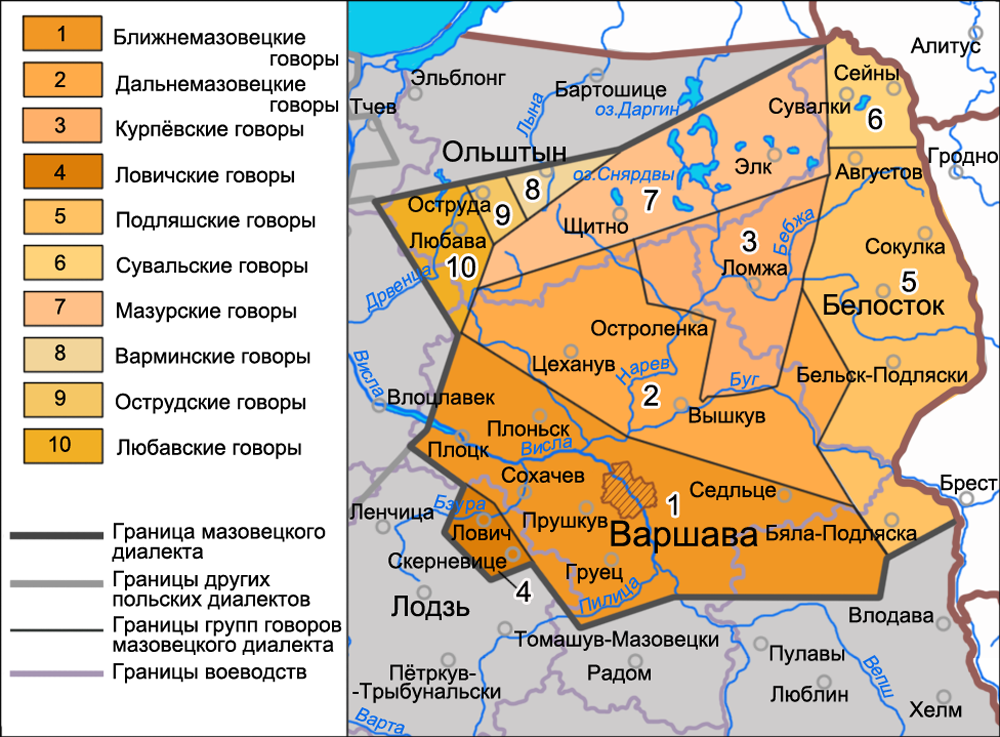
Дальнемазовецкие говоры на карте мазовецкого диалекта

Дальнемазове́цкие го́воры (Дальние мазовецкие говоры) (пол. gwary Mazowsza dalszego) — говоры мазовецкого диалекта, распространённые в Мазовии к северо-востоку от ближнемазовецких говоров (северные и восточные районы Мазовецкого воеводства). Впервые Дальнюю Мазовию вместе с Мазурией как один из трёх основных мазовецких диалектных районов выделил К. Нич.

## Область распространения
Дальнемазовецкие говоры размещаются на территории Мазовецкой низменности, включающей долины рек Нарев и Западный Буг в их нижнем течении. Административно данные районы относятся к Мазовецкому воеводству (северные и восточные части воеводства), а также незначительно к Подляшскому воеводству (небольшая территория на юго-западе воеводства).
Дальнемазовецкие говоры находятся в окружении остальных групп говоров мазовецкого диалекта. С севера дальнемазовецкие говоры граничат с мазурскими, с северо-востока — с курпёвскими говорами. С востока к дальнемазовецким говорам примыкают подляшские говоры, на юго-западе сравнительно протяжённая граница проходит с ближнемазовецкими говорами. С северо-востока дальнемазовецкие говоры граничат с любавскими говорами.

## Особенности говоров
В отличие от ближнемазовецких дальнемазовецкие говоры характеризуются рядом архаичных фонетических черт. К настоящему времени под влиянием польского литературного языка данные черты становятся большей частью лексикализованными, также наблюдается их вытеснение ближнемазовецкими чертами в периферийные районы территории распространения дальнемазовецких говоров. Типичные для Дальней Мазовии диалектные явления известны и в районах к северу и востоку от дальнемазовецких говоров в Вармии, Мазурии, Сувалках и Подляшье.
Дальнемазовецкие говоры разделяют основные общемазовецкие черты: наличие мазурения и глухой тип сандхи. Кроме этого для дальнемазовецких говоров характерны следующие диалектные явления:
1. Произношение a на месте древнепольского ā: gospodarz, gada и т. п. В окрестностях Брока на месте ā произносятся гласные звуки ao или o.
2. Произношение ei, ey, ye или i, y на месте ē: tyż, brzyg, śnig и т. п.
3. Произношение ó или ou на месте ō: mouwji, podwórka и т. п.
4. Узкое произношение носового переднего ряда.
5. Переход -ej в -ij/-yj или -i/-y в конце слова: dłużyj, późni, raczyj, lepi и т. п.
6. Асинхронное произношение мягких губных согласных с дополнительной артикуляцией j или h': owjes, mjał и т. п.
7. Окончание существительных множественного числа в творительном падеже -amy: wołamy, pługamy, krowamyi и т. п.
8. Отвердение l перед i: lys, klyny, palyć и т. п.
9. Сочетание cht на месте kt: nicht, nichtórzy.
10. Наличие у существительных мужского и среднего рода в дательном падеже окончания -owiu, часто произносимого как -oju: gospodarzoju, konioju, synoju и т. п.
11. Наличие у существительных мужского и среднего рода с основой на sz, ż в предложном падеже окончания -e: na nozie, w kapelusie и т. п.
12. Более частое употребление в сравнении с литературным языком окончания -ów родительного падежа множественного числа существительных: nogów, z dziąsłów, pniów и т. п.

При наличии большого числа общих диалектных черт дальнемазовецкие и ближнемазовецкие говоры различаются по таким фонетическим чертам, как:
1. Произношение a на месте древнепольского ā в дальнемазовецких говорах и o в ближнемазовецких.
2. Узкое произношение носового переднего ряда ę как ein, in, yn в дальнемазовецких говорах и широкое как ą в ближнемазовецких.
3. Асинхронное произношение мягких губных согласных с дополнительной артикуляцией j или h' в дальнемазовецких говорах и только с j в ближнемазовецких.